# Michael Saporito
Michael Arsenio Saporito (ur. 3 maja 1962 w Newark) – amerykański duchowny rzymskokatolicki, biskup pomocniczy Newark od 2020.

## Życiorys
Święcenia kapłańskie otrzymał 30 maja 1992 i został inkardynowany do archidiecezji Newark. Pracował głównie jako duszpasterz parafialny, był także m.in. asystentem dyrektora wydziału ds. powołań oraz członkiem komisji ds. nowej ewangelizacji.
27 lutego 2020 papież Franciszek mianował go biskupem pomocniczym archidiecezji Newark i biskupem tytularnym Luperciana. Sakry udzielił mu 30 czerwca 2020 kardynał Joseph Tobin.